# Coralliophila caribaea
Coralliophila caribaea är en snäckart som beskrevs av Abbott 1958. Coralliophila caribaea ingår i släktet Coralliophila och familjen Coralliophilidae. Inga underarter finns listade i Catalogue of Life.